# 鄭泫
鄭泫（韓語：정현，1996年5月19日—），日本傳媒譯名鄭現，韓國男网球员，史上九位打進大滿貫賽事八強的亞洲選手之一。鄭泫于2018年澳網男單賽場一鳴驚人，在第四輪3-0爆冷橫掃塞爾維亞球王德約科維奇，四強傷退負于費德勒。鄭泫于2014年仁川亞運網球獲男雙金牌。

## 網球生涯

### 青年時期
生於韓國水原市。鄭泫年少時便需要佩戴眼鏡，打網球是為免視力惡化。2008年12月，他贏得埃迪-赫尔国际青少年网球锦标赛和青年橘子盃12歲以下組別冠軍，之後佛羅里達州IMG學院的尼克·波利泰尼網球青院簽下鄭泫及其哥哥，接受網球訓練。2012年，鄭泫開始參加ITF青年賽事，並獲得2013年溫布頓網球錦標賽少年組亞軍，一個月後贏得他首項ITF希望賽冠軍。之後鄭泫首次參加ATP網球賽事馬來西亞網球公開賽，但在第一輪便出局。2014年他共贏得3項希望賽冠軍及首項挑戰賽冠軍－2014年曼谷網球公開賽。鄭泫亦首次參加在美國舉行的大滿貫賽事，以及代表韓國出戰戴維斯盃，取得兩場勝仗。此外他亦在2014年亚洲运动会贏得雙打金牌。他年終排名為151名。

### 2015年
2015年，鄭泫以外卡身份出賽邁阿密大師賽，並擊敗馬塞爾·格拉諾勒斯晉級至第二輪。4月和5月他贏得兩項挑戰賽冠軍，使他世界排名升至100名內。可是由於韓國網球總會的出錯，使鄭泫未能趕及報名參加2015年法國網球公開賽，但他仍獲得外卡出戰資格賽，在第一輪出局。

### 2017年
2017年11月7日，於義大利米蘭舉辦的首屆ATP新生代總決賽，鄭泫擊敗俄羅斯的安德烈·魯布列夫，奪得生涯首座ATP賽事冠軍。

### 2018年
2018年澳網，鄭泫創造驚奇，一路過關斬將，在16強賽直落3盘打敗自己的偶像諾瓦克·喬科維奇，並在四分之一决赛中淘汰美國最後一位參賽選手坦尼斯·桑德格倫，最終於準決賽挑戰衛冕者羅傑·費德勒，落後總比分0-2時腳板生大水泡而傷退。

## 外部連結
- 鄭泫的Instagram帳戶
- 鄭泫（英文/西班牙文）的官方資料
- 鄭泫的國際網球總會 職業／青少年 官方資料（英文）
- 鄭泫的官方資料（英文）